# An Định, Vĩnh Long
An Định là một xã thuộc tỉnh Vĩnh Long, Việt Nam.

## Địa lý
Xã An Định có vị trí địa lý:
- Phía đông giáp xã Tân Hào, ranh giới là sông Hàm Luông.
- Phía tây giáp xã Mỏ Cày và Thành Thới.
- Phía nam giáp xã Hương Mỹ.
- Phía bắc giáp xã Đồng Khởi.

Xã An Định có diện tích 46,59  km², dân số năm 2025 là 37.688 người, mật độ dân số đạt 808 người/km².

## Lịch sử
Ngày 16 tháng 6 năm 2025, Ủy ban Thường vụ Quốc hội ban hành Nghị quyết số 1687/NQ-UBTVQH15 về việc sắp xếp các đơn vị hành chính cấp xã của tỉnh Vĩnh Long năm 2025. Theo đó, sắp xếp toàn bộ diện tích tự nhiên, quy mô dân số của các xã An Định, Tân Trung và Minh Đức thành xã mới có tên gọi là xã An Định.
Sau khi sáp nhập, xã An Định có 46,59 km² diện tích tự nhiên và dân số 37.688 người.

## Hành chính
Xã An Định được chia thành 9 ấp: Phú Lộc, Phú Lộc Thượng (A1), Phú Lộc Hạ I (B2C), Phú Lộc Hạ II (B2m), Phú Tây (C3), Phú Đông I (D4), Phú Đông II (G5), Phú Lợi Thượng (H6), Phú Lợi Hạ (K7).
Ngày 08/12/2022 Hội đồng nhân dân tỉnh quyết định sáp nhập ấp Phú Đông 2 vào ấp Phú Lộc Hạ 1 (tên gọi ấp Phú Lộc Hạ 1)

## Vinh danh
- Anh hùng lực lượng vũ trang nhân dân (2 lần) [cần dẫn nguồn]
- 12 Bà mẹ Việt Nam anh hùng (hiện không còn mẹ còn sống)
- Anh hùng lao động (tập đoàn Phú Lợi Thượng)

## Văn hóa

### Di tích danh thắng
- Chợ Cái Quao
- Đình làng được xây dựng cách nay gần 190 năm, hiện nay là một trong những ngôi Đình hiếm hoi trên địa bàn huyện Mỏ Cày Nam còn giữ được nhiều những kiến trúc nguyên thủy, năm 2017 Đình được UBND Tỉnh công nhận Di tích lịch sử - văn hóa cấp Tỉnh. Hàng năm diễn ra những lễ cúng truyền thống kết hợp tổ chức Giỗ Tổ Hùng Vương thường niên vào mùng 10 tháng ba.